# Senén Villanueva Puente
Senén Villanueva Puente, (Gijón, 31 de enero de 1967) es un escritor y músico español. Como escritor ha publicado varias novelas para el público juvenil y como músico es miembro del grupo de música tradicional Plaza Mayor.

## Biografía
Nació en Gijón (Asturias) el 31 de enero de 1967. Su familia se trasladó al año siguiente  a Ponferrada (León), donde transcurrió su infancia y parte de su adolescencia, cursando los estudios primarios y hasta segundo de bachiller en el Colegio Campo de la Cruz y en el Instituto Gil y Carrasco, respectivamente. En 1984 un nuevo traslado les situó en la capital leonesa, ciudad donde terminó el bachillerato en el instituto Padre Isla. Obtuvo la licenciatura en Derecho en la Universidad de León. En 1993 comenzó a ejercer la abogacía, actividad profesional que compagina con la literatura y la música.
En 2010 publicó la novela El enigma de la ermita de los panzudos, primera de la saga juvenil de aventuras Miranda Roblenuevo, dedicada a su hija. Ha publicado cinco entregas de esta serie. En 2015 publicó El hacedor de favores, cuya trama  gira en torno a los problemas mentales en los adolescentes y en 2017 publicó Antón y el dron (Eolas Ediciones), novela de aventuras cuyo protagonista es un chaval adicto a las nuevas tecnologías y, por tanto, con graves problemas de adaptación. Esta obra recibió el Primer premio del I Concurso de Literatura Juvenil Manuel Berrocal Domínguez (2017).
Desde 1992, forma parte del grupo leonés de música tradicional Plaza Mayor, con el colabora como instrumentista y cantante. Con este grupo, ha grabado los discos  Por aquellas cuestas... (1999) y Anda Resalada (2015).

## Reconocimientos
- 1984: Primer premio del VII Concurso de Poesía y Cuento "Instituto Padre Isla", por su narración El gato verde.
- 2003: Segundo premio del II Concurso de relatos sobre tradiciones y leyendas de Asturias y León "Casa de Asturias", por su narración Tormenta sobre Torrestío.
- 2017: Primer premio del I Concurso de Literatura Juvenil Manuel Berrocal Domínguez, por su narración Antón y el dron.

## Obras
- 2010: Miranda Roblenuevo I; El enigma de la ermita de los panzudos
- 2011: Miranda Roblenuevo II; Los secretos de la mansión de la Escoria
- 2013: Miranda Roblenuevo III; El ferrocarril espectro
- 2015: El hacedor de favores
- 2015: Miranda Roblenuevo IV; El miserere olvidado
- 2017: Antón y el dron. (Eolas Ediciones)
- 2020: Miranda Roblenuevo V; La orden de los Abynautas. (Eolas Ediciones)